# William Schmidt (componist)
William Joseph Schmidt (Chicago, Illinois, 6 maart 1926) is een Amerikaans componist en muziekuitgever.

## Levensloop
Schmidt studeerde aan de University of Southern California in Los Angeles onder andere compositie bij Ingolf Dahl. Aldaar behaalde hij zijn Master of Music in compositie. 
Als componist schreef hij talrijke solo-werken en kamermuziek voor blazers en slagwerk. Hij kreeg nationale en internationale prijzen en onderscheidingen. Zijn Double Concerto, voor trompet, piano en kamerorkest werd in 1981 voor de Pulitzer-prijs voor muziek genomineerd. 
Schmidt was eveneens eigenaar van de muziekuitgave Western International Music Inc., in Greeley, Colorado.

## Composities

### Werken voor orkest
- Concerto, voor trompet en orkest
- Concerto, voor tuba en kamerorkest
- Double Concerto, voor trompet, piano en kamerorkest
- Variegations 2, voor hobo en kamerorkest

### Werken voor harmonieorkest
- 1959 Variations on a Negro Folk Song, voor harmonieorkest
- 1960 Sakura variations, voor harmonieorkest
- 1978 Concerto, voor trompet en harmonieorkest
- 1980 Concerto, voor klarinet, saxofoon en harmonieorkest
- 1981 Concerto, voor tenorsaxofoon en harmonieorkest
- Concerto breve, voor koperblazers en harmonieorkest
- Concerto, voor altsaxofoon en harmonieorkest
- Concerto, voor klarinet en harmonieorkest
- Concerto, voor trombone en harmonieorkest
- Concerto of the winds
- Six songs of the winds
- The Natchez Trace, concert mars
- The Range of the Light, concerto voor spreker, solo slagwerk, gemengd koor en harmonieorkest - tekst: John Muir
- Tuba mirum, voor tuba solo en harmonieorkest
- Tunes, voor tuba solo en harmonieorkest
- Variation movements, voor saxofoonkwartet en harmonieorkest

### Kamermuziek
- 1959 Variations on a Negro Folk Song, voor koperkwintet
- 1967 Prelude & Fugue, voor dwarsfluit, klarinet en fagot
- 1967 Septigrams, voor dwarsfluit, piano en slagwerk
- 1967 Phantasy, voor fagot en piano
- 1967 Suite Nr. 1, voor koperkwintet
- 1968 Suite Nr. 2 "Folksongs", voor koperkwintet
- 1968 Sonate in Twee Delen, voor altviool en piano
- 1969 Concertino, voor 2 trompetten, hoorn, trombone, bastrombone (of tuba) en piano
- 1969 Music for Scrimshaws, voor koperkwintet en harp
- 1969 Seven variations on a hexachord, voor koperkwintet
- 1970 Sequential Fanfares, voor 6 trompetten en 2 slagwerkers
- 1973 Short'nin' Bread Variations, voor 4 trompetten, 4 hoorns, 3 trombones, bastrombone, bariton/eufonium, 2 tuba's, 2 slagwerkers, pauken en harp
- 1976 Four Songs, voor 3 trompetten, 4 hoorns, bariton/eufonium, 2 trombones, bastrombone, tuba, 3 slagwerkers en harp
- 1977 Variations on St. Bone, voor trombone en piano
- 1979 Sonata, voor trompet in C en piano
- 1979 Variants, voor 4 trompetten
- Brass Abacus, voor kopertrio
- Concertino, voor tenorsaxofoon en blazerskwintet
- Jazz Suite, voor saxofoon duet en slagwerk
- Sonata, voor tuba en piano
- Sonata Breve, voor fluit, klarinet en altviool
- Sonatina, voor tenorsaxofoon en piano
- Suite with cadenzas, voor dwarsfluit en piano

### Werken voor slagwerk
- 1971 Ludus Americanus, voor spreker en slagwerk - tekst: Gunslinger en Housewife
- 1971 The Percussive Rondo, voor 4 slagwerkers